# Narciarstwo szybkie
Narciarstwo szybkie – dyscyplina zaliczana do sportów zimowych, polegająca na jak najszybszym zjeździe po stoku w linii prostej. 

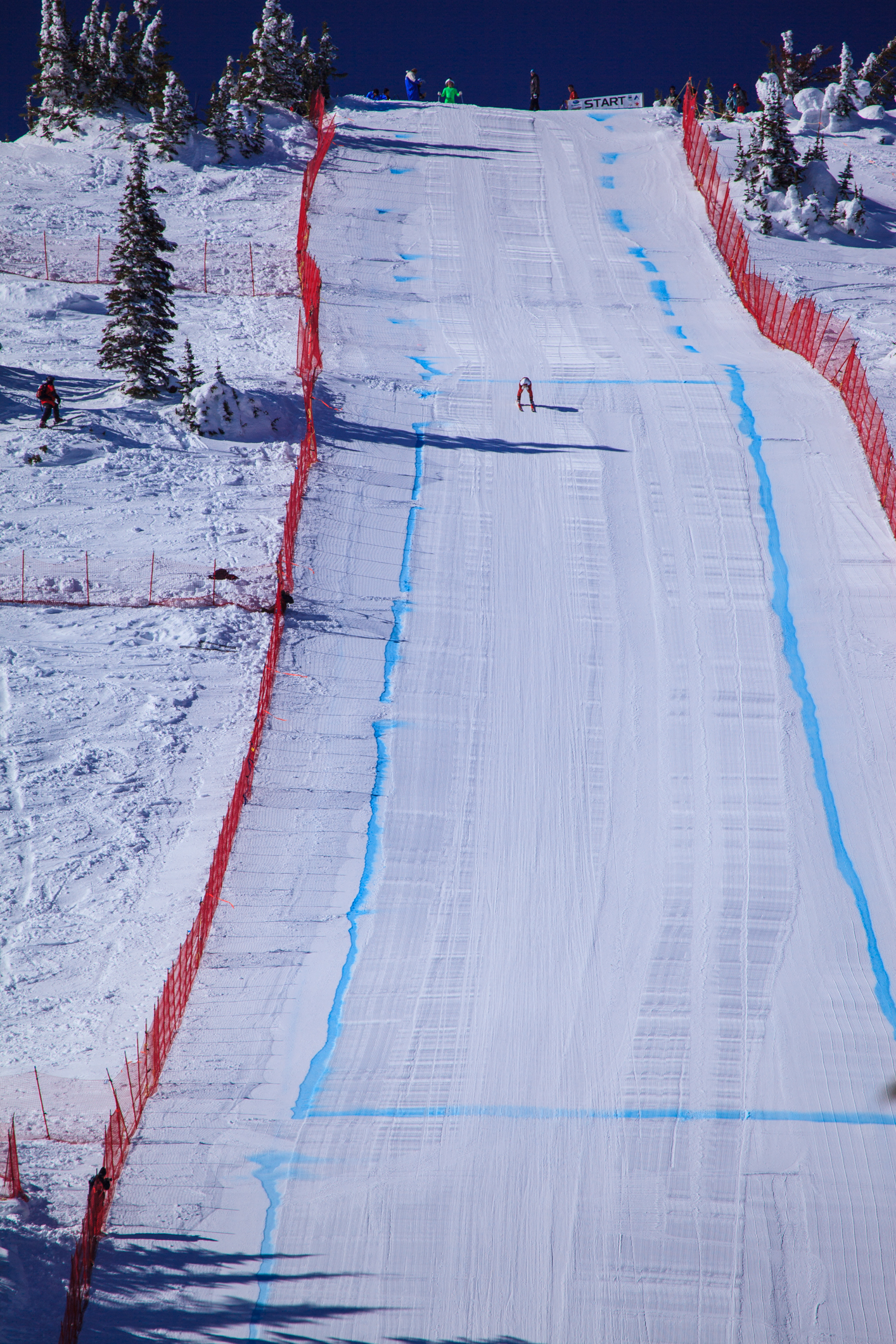
Trasa narciarstwa szybkiego

## Narciarstwo szybkie dyscypliną olimpijską
Narciarstwo szybkie w roku 1992 było pokazową dyscypliną na Zimowych Igrzyskach Olimpijskich w Albertville. W czasie treningu w Albertville zginął szwajcarski zawodnik Nicolas Bochatay. W czasie zawodów najlepsze wyniki uzyskali: Francuz Michael Prufer (229,299 km/h) wśród mężczyzn i Finka Tarja Mulari (219,245 km/h) wśród kobiet.

## Kategorie narciarstwa szybkiego (mężczyźni/kobiety)
Zasady narciarstwa szybkiego są obecnie regulowane przez przepisy FIS. Narciarze startują w następujących kategoriach (osobno dla mężczyzn i kobiet):
- S1 (mistrzostwa świata, puchar świata i zawody FIS)
- S2 (zawody FIS)
- S2J (mistrzostwa świata i zawody FIS).

## Sprzęt
W kategorii S1 używa się specjalnie stworzonych do tego typu nart o długości między 220 a 240 cm. Narty są szersze (ale nie szersze niż 10 cm) i cięższe (ale nie cięższe niż 15 kg) niż zwykłe narty zjazdowe. Posiadają minimalnie odchylone dzioby. Kijki są wyprofilowane, bez pasków, muszą mieć nie mniej niż 1 m długości. Kombinezon jednoczęściowy, gumowy, podszyty materiałem. Kask ma kształt stożka i chroni również ramiona. W kategorii S2 i S2J narty muszą być typowymi nartami przeznaczonymi do zjazdu, o długości między 210 a 225 cm. Podobnie z ubiorem i kaskiem: strój do S1 jest praktycznie dowolny, natomiast w S2 i S2J musi być zgodny z przepisami FIS dotyczącymi biegu zjazdowego. Przepisy dotyczące budowy kasku do narciarstwa szybkiego w kategorii S1 są inne niż do S2 i S2J. Przepisy regulują nawet to, że w zawodach FIS nie wolno nosić okularów, zegarka, biżuterii, dużych kolczyków.

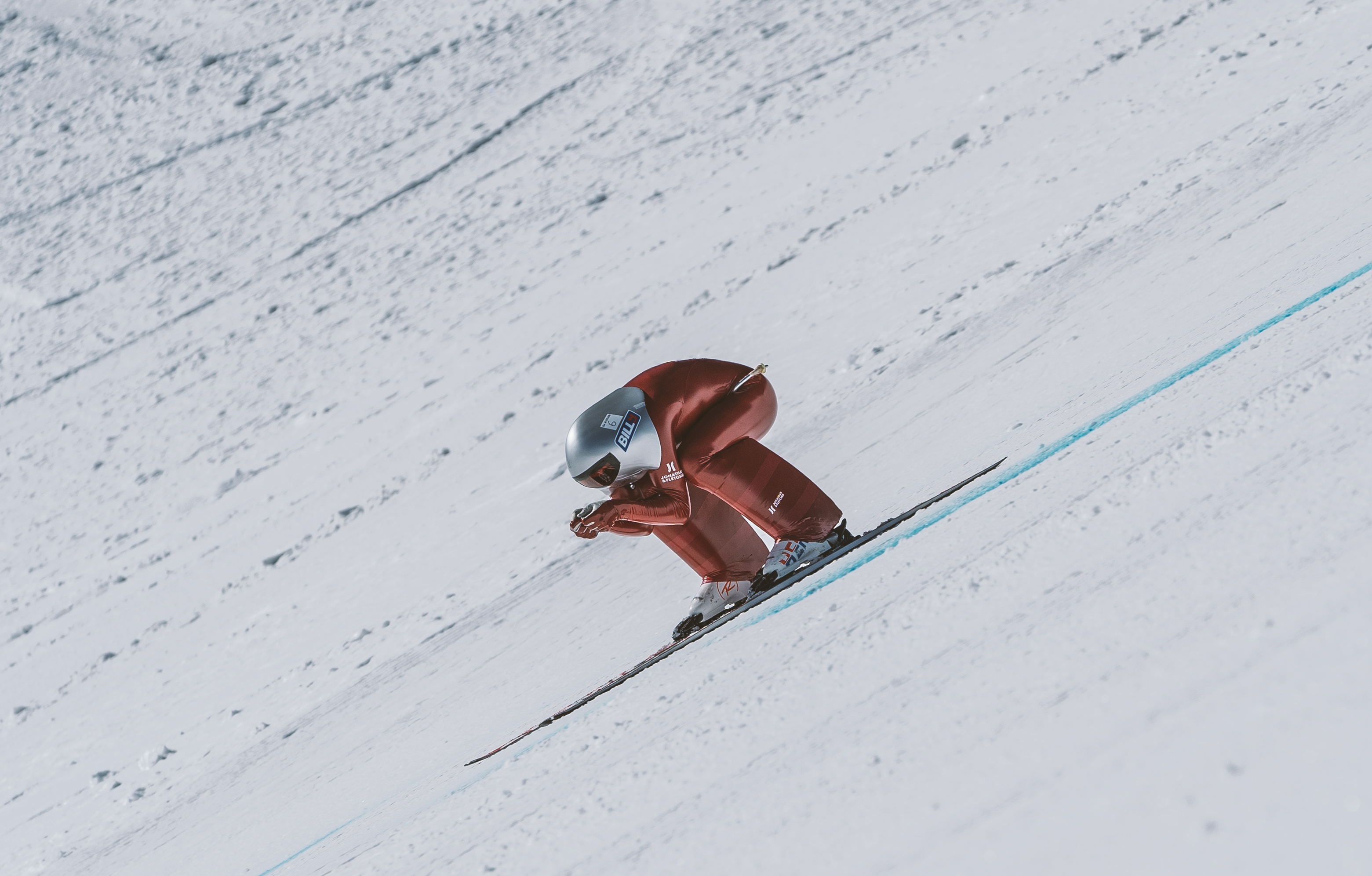
Simon Billy na stoku Vars w 2019 roku

## Oficjalne rekordy
Oficjalne rekordy świata są ustanawiane według przepisów FSV (France Ski de Vitesse).

### Rekord świata
- Mężczyźni

W dniu 22 marca 2023 roku w trakcie mistrzostw świata we francuskim Vars Francuz Simon Billy ustanowił nowy rekord świata wynoszący 255,500 km/h. Poprzedni rekord ustanowił w 2016 roku Ivan Origone (Włochy): 254,958 km/h.
- Kobiety

Od 2016 roku rekord świata kobiet należy do Włoszki Valentiny Greggio, która osiągnęła prędkość 247,083 km/h. Wcześniej, od kwietnia 2006 roku rekordzistką świata była Sanna Tidstrand (Szwecja): 242,59 km/h; Les Arcs, Francja.

## Polskie rekordy szybkości
Pierwszym polskim rekordzistą był Jacek Nikliński, który w 1979 roku na trasie z Beskidu do Kotła Gąsienicowego uzyskał prędkość 180,632 km/h (do tej pory najszybszy zjazd na terenie Polski).
W czasie pokazowych zawodów w czasie Zimowych Igrzyskach Olimpijskich w Albertville (1992) Andrzej Tobiasz pobił rekord Polski, osiągając 188,78 km/h. 
12 marca 1992 roku w Vars (Francja), podczas oficjalnej próby pobicia rekordu świata, Andrzej Tobiasz pobił prędkość 200 km/h i ustanowił nowy rekord Polski z rezultatem 205,70 km/h. 
Rekord ten został pobity przez Jędrzeja Dobrowolskiego, który 24 kwietnia 2010 roku w szwajcarskiej miejscowości Verbier uzyskał 209,14 km/h.
Obecny rekord Polski został ustanowiony ponownie przez Jędrzeja Dobrowolskiego w Alpach (Vars) 26 marca 2016 roku i wynosi 244,233 km/h, pobił wtedy swój własny wcześniejszy rekord z 30 marca 2014 roku, który wynosił 242,261 km/h.